# John Milton (tradutor)
John Milton (Birmingham, 7 de janeiro de 1956) é um tradutor e professor inglês, de cidadania brasileira. 

## Carreira
Especialista na obra de Shakespeare, autor cujas obras Hamlet, Romeu e Julieta e Otelo traduziu com M. R. Bertin. Já com o citarista Alberto Marsicano traduziu obras dos poetas românticos John Keats e Percy Bysshe Shelley. Também possui trabalhos a respeito das traduções do Clube do livro e de Monteiro Lobato.
Tem orientado mais de sessenta trabalhos de pós-graduação na Universidade de São Paulo, entre dissertações, teses e pós-doutorados, nos mais diversos âmbitos da pesquisa de tradução e interpretação.  
Como orientador, esteve envolvido diretamente em traduções e estudos de traduções de autores como Lord Byron (Don Juan), John Donne, E. E. Cummings, Geoffrey Chaucer, Henry James, Lewis Carroll, Ezra Pound, James Joyce, Robert Frost, Paulo Rónai, Tennessee Williams, entre muitos outros. 
Edita há vinte anos a revista Cadernos de Literatura em Tradução, da USP. Além disso, é um dos idealizadores e fundadores do programa de pós-graduação em Estudos da Tradução da mesma universidade. 
Descreveu e registrou quase simultaneamente a "guerra das traduções", acaloradas discussões entre poetas concretos (Haroldo de Campos e Augusto de Campos) e o polemista Bruno Tolentino em prol da arte tradutória do país. 
Vem sistematicamente tomando parte nas celebrações anuais do Bloomsday, dia dedicado a homenagear o escritor James Joyce, que começou a ser realizado por Haroldo de Campos em 1988, e desde então conta com saraus e shows de diversos poetas, tradutores, artistas e músicos.

### Autor / Tradutor
- 1993 - O Poder da Tradução
- 1998 - Nas Asas Invisíveis da Poesia. Trad. de Keats com Alberto Marsicano.
- 1998 - Tradução: Teoria e Prática
- 2002 - O Clube do Livro e a Tradução
- 2003 - Death and Life of Severino. Trad. de João Cabral de Melo Neto.
- 2005 - Hamlet de William Shakespeare. Trad. com M. R. Bertin (indicado ao Prêmio Jabuti de tradução).
- 2006 - Romeu e Julieta de William Shakespeare. Trad. com M. R. Bertin.
- 2006 - Imagens de um Mundo Trêmulo. Livro de Viagens sobre o Japão.
- 2007 - O Olho pela Força da Harmonia. Poemas de William Wordsworth. Trad. com Alberto Marsicano.
- 2008 - Otelo de William Shakespeare. Trad. com M. R. Bertin.
- 2009 - Agents of Translation.
- 2010 - Sementes Aladas. Poemas de Percy Bysshe Shelley. Trad. com Alberto Marsicano.
- 2011 - Journey to Turkey, the Balkans and Egypt.
- 2012 - Os Escritos Clássicos Ingleses sobre Tradução. Org. com Dirceu Villa.
- 2015 - Tradition, Translation and Tension in Turkey.